# 箱根板橋駅
箱根板橋駅（はこねいたばしえき）は、神奈川県小田原市板橋にある、小田急箱根鉄道線（箱根登山電車）の駅である。駅番号はOH 48。

## 歴史
- 1935年（昭和10年）10月1日：開業。
- 1956年（昭和31年）6月1日：小田原市内線を廃止。
- 2006年（平成18年）3月18日：当駅から発着する箱根登山鉄道所属車両（標準軌車両）の運転がなくなる。
- 2007年（平成19年）3月18日：PASMO使用開始（簡易PASMO改札機設置）。
- 2018年（平成30年）9月30日：新駅舎供用開始。

## 駅構造
単式ホーム1面と島式ホーム1面の計2面2線を有する地上駅。単式ホーム（旧1番線）は有効長が短く、箱根登山鉄道（当時）所有車両専用ホームであったが、同車両の乗り入れがなくなった2006年（平成18年）3月18日のダイヤ改正以降は使用されておらず、現在は閉鎖されている。そのため島式ホームの1・2番線（元2・3番線）のみを使用、事実上1面2線となっている。駅舎との間は跨線橋（階段のみ）で連絡している。
当駅では列車交換が行われ、特急ロマンスカーも運転停車する。
なお、箱根登山鉄道の表示看板やパンフレットでは各駅の標高が示されており、かつては27 mと表記されていたが、2013年の再調査で16 mに訂正されている。
2015年3月14日のダイヤ改正に合わせ当駅に自動接近案内放送が導入され、その際これまでの○番線の表現が小田急と同じ○番ホームに変更された。

### のりば
| ホーム                                               | 路線         | 方向 | 行先               | 備考                                 |
| ---------------------------------------------------- | ------------ | ---- | ------------------ | ------------------------------------ |
| （かつて使われていた標準軌電車用ホーム。現在は閉鎖） |              |      |                    |                                      |
| 1                                                    | 箱根登山電車 | 下り | 箱根湯本・強羅方面 | 強羅方面は箱根湯本乗り換え           |
| 2                                                    | 箱根登山電車 | 上り | 小田原・新宿方面   | 新宿方面は小田原乗り換え（一部除く） |

また、2006年3月18日までは、以下の番線であった。
| 番線 | 路線          | 方向 | 行先               | 備考                                                                              |
| ---- | ------------- | ---- | ------------------ | --------------------------------------------------------------------------------- |
| 1    | ■箱根登山電車 | 下り | 箱根湯本・強羅方面 | 箱根登山鉄道車両。                                                                |
| 2    | ■箱根登山電車 | 下り | 箱根湯本・強羅方面 | 小田急車両。                                                                      |
| 3    | ■箱根登山電車 | 上り | 小田原・新宿方面   | 箱根登山鉄道車両・小田急車両ともに同じホーム。 小田急車両は新宿方面への直通あり。 |

## 利用状況
近年の1日平均乗車人員推移は下記の通り。
| 年度               | 1日平均 乗降人員 | 1日平均 乗車人員 |
| ------------------ | ---------------- | ---------------- |
| 1998年（平成10年） |                  | 1,488            |
| 1999年（平成11年） |                  | 1,473            |
| 2000年（平成12年） |                  | 1,451            |
| 2001年（平成13年） |                  | 1,369            |
| 2002年（平成14年） |                  | 1,266            |
| 2003年（平成15年） |                  | 1,346            |
| 2004年（平成16年） |                  | 1,377            |
| 2005年（平成17年） |                  | 1,365            |
| 2006年（平成18年） |                  | 1,386            |
| 2007年（平成19年） |                  | 1,399            |
| 2008年（平成20年） |                  | 1,387            |
| 2009年（平成21年） |                  | 1,380            |
| 2010年（平成22年） | 2,642            | 1,313            |
| 2011年（平成23年） | 2,493            | 1,246            |
| 2012年（平成24年） | 2,520            | 1,251            |
| 2013年（平成25年） | 2,491            | 1,248            |
| 2014年（平成26年） | 2,514            | 1,259            |
| 2015年（平成27年） | 2,541            | 1,276            |
| 2016年（平成28年） | 2,507            | 1,258            |
| 2017年（平成29年） | 2,463            | 1,233            |
| 2018年（平成30年） | 2,362            | 1,188            |
| 2019年（令和元年） | 2,308            | 1,162            |
| 2020年（令和02年） | 1,748            |                  |
| 2021年（令和03年） | 1,939            |                  |
| 2022年（令和04年） | 1,988            |                  |
| 2023年（令和05年） | 2,036            |                  |

## 駅周辺
「箱根」と称するが周辺は小田原市街であり、住宅・商店が広がる。小田原市早川の住宅街にも程近いが、同地にある東海道本線早川駅へは路程で1 kmほど離れる。
- 国道1号
- 小田原市役所大窪支所
- 小田原板橋郵便局
- 小田原南町郵便局
- 小田原市消防署南分署
- ビーバートザン小田原店
- 小田原百貨店板橋店
- 板橋地蔵尊
- 秋葉山量覚院
- 早川
  - 早川のビランジュ
- 箱根ターンパイク 小田原早川出入口
- 小田原懐かし横丁
- 小田原市郷土文化館別館 松永記念館
- 古稀庵 - 山縣有朋の別荘
- 石垣山一夜城
  - 一夜城 Yoroizuka Farm[5]
- 箱根モビリティサービス営業所（旧・箱根登山ハイヤー）

## 路線バス
駅前の国道上に「箱根板橋駅」バス停（停留所番号：OH48/112）があり、箱根登山バスと伊豆箱根バスが発着している。箱根方面へは、すべてのバスが箱根湯本駅を経由する。
- 箱根方面
  - 宮ノ下・小涌園・元箱根経由箱根町行（箱根登山） ※ 平日1本のみ芦の湯旧道経由
  - 宮ノ下・小涌園・元箱根経由関所跡・箱根町行（伊豆箱根）※ 1日1本のみ湯の花ホテルも経由
  - 宮ノ下・小涌園・元箱根経由箱根園行（伊豆箱根） ※ 1日2本のみ
  - 宮ノ下・小涌園・早雲山経由湖尻・箱根園行（伊豆箱根） ※ 昼間は大涌谷も経由
  - 宮ノ下・宮城野・仙石経由仙石案内所・桃源台・湖尻行（箱根登山）
  - 箱根旧道経由上畑宿行（箱根登山） ※ 1日1本のみ
- 小田原方面
  - 小田原駅東口行（箱根登山・伊豆箱根）

## 隣の駅
小田急箱根
 鉄道線（箱根登山電車）

■各駅停車
小田原駅 (OH 47) - 箱根板橋駅 (OH 48) - 風祭駅 (OH 49)